# Javier Calvo

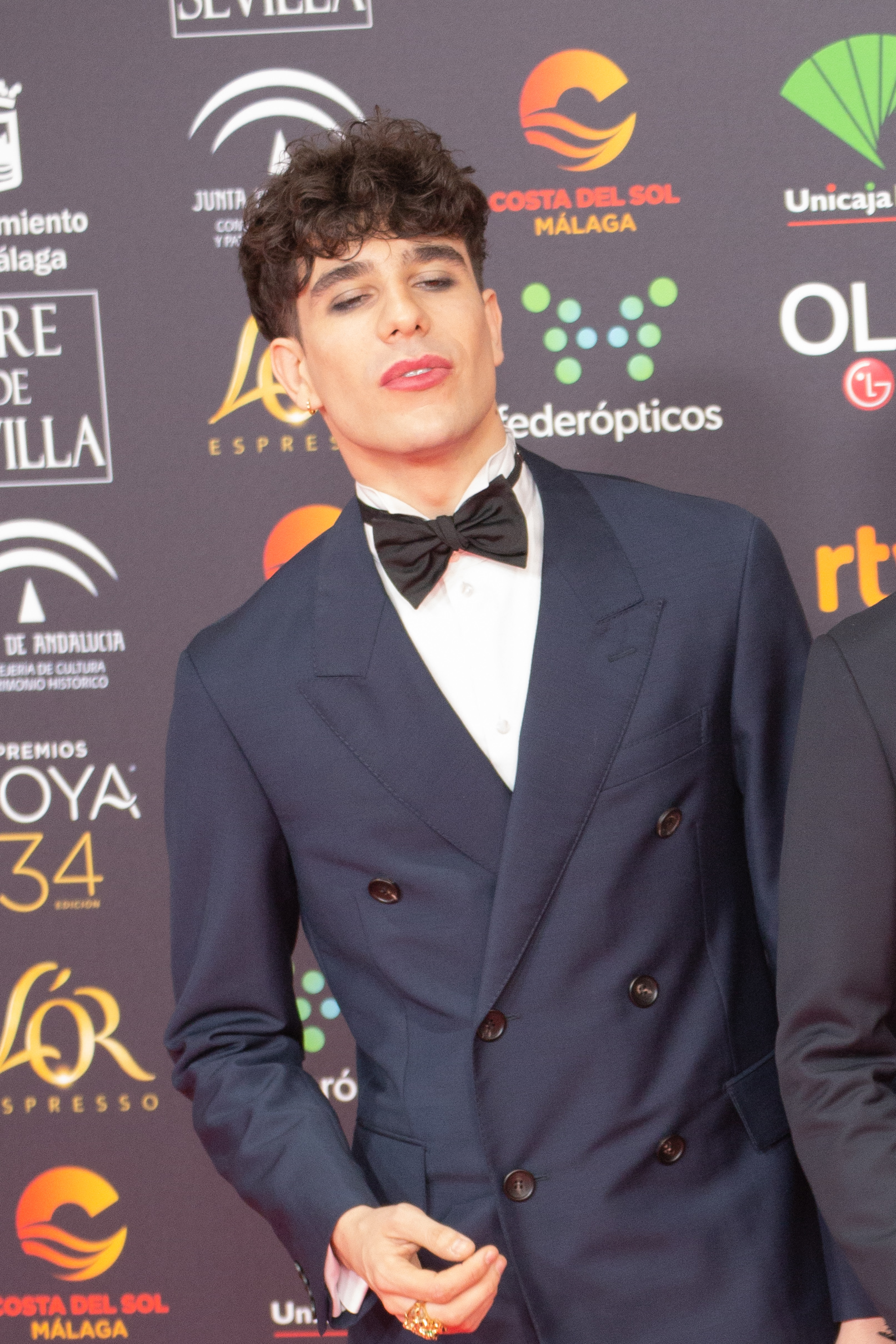
Javier Calvo (2020)

Javier Calvo Guirao (* 21. Januar 1991) ist ein spanischer Schauspieler, Bühnen-, Film- und Fernsehregisseur und Autor. Er ist vor allem bekannt durch seine Rolle des Fernando „Fer“ Redondo in der Antena-3-Serie Física o Química und für die Kreation und Regie des Musicals La Llamada und seiner Verfilmung zusammen mit Javier Ambrossi.

## Werdegang
Calvo begann im Alter von 11 Jahren mit der Schauspielerei und trat schließlich 2007 in dem Film Doctor Hell auf. Ab 2008 spielte er in der Fernsehserie Antena 3 Física o Química, in der er den schwulen Teenager Fernando „Fer“ Redondo porträtierte. Er erhielt Kritikerlob für die Darstellung eines schwulen Mannes in seiner Debütrolle.
Seit 2013 leitet Calvo La Llamada am Teatro Lara in Madrid, ein Musical, das er zusammen mit Javier Ambrossi kreierte.
2014 hatte er Nebenrollen in der spanischen Seifenoper Amar es para siempre und der spanischen Fernsehserie Los misterios de Laura. Im August 2015 wurde die mexikanische Produktion von La Llamada im López Tarso Theater in Mexiko-Stadt mit einer mexikanischen Besetzung eröffnet.
Im Juli 2016 wurde die von Calvo und Ambrossi kreierte Web-TV-Serie Paquita Salas auf Flooxer uraufgeführt. Aufgrund des Erfolgs der Serie erwarb Netflix die Rechte zur Ausstrahlung der zweiten Staffel der Serie.
Im September 2017 feierte die Verfilmung von La lamada unter der Regie von Calvo und Ambrossi in Spanien Premiere.
Zusammen mit Ambrossi wurde Calvo 2017 auf Platz 47 der Liste der wichtigsten LGBT-Personen in Spanien von El Mundo geführt.
Von Oktober 2017 bis Januar 2018 traten Calvo und Ambrossi beim Reality-TV-Talentwettbewerb Operación Triunfo als Schauspiellehrer in der Academy auf.
Im Jahr 2020 wurde die von Calvo und Ambrossi erstellte biografische Fernsehserie Veneno auf Atresplayer Premium und HBO Max ausgestrahlt.
Seit 2020 ist Calvo Diskussionsteilnehmer bei Mask Singer: Adivina quién canta, der spanischen Version der internationalen Musikspielshow Masked Singer.
Am 1. März 2021 wurde Calvo als Juror für Drag Race España bekannt gegeben, der spanischen Version des Drag-Queen-Wettbewerbs Drag Race im Fernsehen.

## Privates
Calvo spricht fließend Englisch.
Calvo ist offen homosexuell. Seit 2010 ist er mit dem Schauspieler und Regisseur Javier Ambrossi liiert.

## Filmografie (Auswahl)

### Fernsehen
- 2008–2011: Física o Química (als Fernando „Fer“ Redondo), 77 Episoden
- 2014: Los misterios de Laura (als Guillermo Vasco), 1 Episode
- seit 2016: Paquita Salsa (Autor, Regisseur, Showrunner), 16 Episoden
- 2017–2018: Operación Triunfo (Schauspiellehrer)
- 2019: Terror y feria (ausführender Produzent), 6 Episoden
- 2019: La otra mirada (als Jorge Merlot), 1 Episode
- 2020: Veneno (Schöpfer, Regisseur, Autor), 8 Episoden
- seit 2020: Mask Singer: Adivina quién canta (Diskussionsteilnehmer), 8 Episoden
- seit 2021: Drag Race España (Juror)

### Film
- 2007: Doctor Infierno (als Bombero Johnny)
- 2017: Holy Camp! (La llamada) (Regisseur, Autor)